# Línea Espeluy-Jaén
La línea Espeluy-Jaén es una línea férrea de 32,8 kilómetros de longitud que pertenece a la red ferroviaria española. Se trata de una línea de ancho ibérico (1668 mm), electrificada y en vía única. Inaugurada en 1881, desde entonces la línea ha pasado por manos de varios operadores ferroviarios. En la actualidad el ente público Adif es el titular de todas las instalaciones. Siguiendo la catalogación de Adif, es la «línea 402».

## Historia

### Orígenes
Originalmente fue una sección que formaba parte de la línea Linares-Puente Genil, construida por la Compañía de los Ferrocarriles Andaluces entre 1879 y 1893. El tramo entre Espeluy y Jaén fue completado en 1881, mucho antes que el resto de la línea. Ello permitió que la capital jiennense quedara enlazada con el resto de la red ferroviaria española.

### Bajo RENFE y Adif
En 1941, con la nacionalización del ferrocarril de ancho ibérico, el trazado pasó a manos de la recién creada RENFE. A mediados de la década de 1970 se acometió la construcción de una nueva variante ferroviaria situada en las cercanías de la estación de Espeluy, creando así un by-pass mediante el cual los trenes que hacían el servicio Madrid-Jaén podían seguir su camino hasta la capital jiennense y evitar el tener que invertir su marcha en Espeluy, como se había hecho hasta entonces. Además, también se electrificó el trazado entre el by-pass y la estación de Jaén. 
En octubre de 1984 el trazado ferroviario comprendido entre Jaén y Campo Real fue clausurado al tráfico, si bien el tramo entre Espeluy y Jaén continuó operativo. Ello supuso que desde entonces el trazado ganase entidad propia, siendo reclasifcado como «línea Espeluy-Jaén». En enero de 2005, con la división de RENFE en Renfe Operadora y Adif, la línea pasó a depender de esta última.

## Estaciones
Esta lista es actualizada periódicamente por un bot usando los contenidos de Wikidata, por lo que cualquier cambio manual se perderá.
| Nombre                          | Municipio | Coordenadas                                                   | Estado | Wikidata   | Commons                           | Imagen |
| ------------------------------- | --------- | ------------------------------------------------------------- | ------ | ---------- | --------------------------------- | ------ |
| estación de Jaén                | Jaén      | 37°46′48″N 3°47′28″O / 37.78009, -3.79098                     |        | Q2919407   | Jaén train station                |        |
| estación de Mengíbar-Artichuela | Mengíbar  | 37°58′40″N 3°48′07″O / 37.97786111111111, -3.8019166666666666 |        | Q6433201   | Mengíbar-Artichuela train station |        |
| estación de Villargordo         | Jaén      | 37°54′49″N 3°47′03″O / 37.913583333333335, -3.784083333333333 |        | Q102291005 | Villargordo train station         |        |
| estación de Grañena             | Jaén      | 37°50′20″N 3°45′55″O / 37.83883333333333, -3.7653333333333334 |        | Q102297907 | Grañena train station             |        |